# أبو عامر الفاسق
أبو عامر الراهب واسمه عبد عمرو بن صيفي بن مالك بن النعمان الأوسي، أحد بني ضبيعة بن زيد من الأوس ، وكنيته أبو عامر الراهب. لم يسلم وظل يناصب رسول الله ﷺ في الإسلام العداء، وسمّاه الرسول أبو عامر الفاسق.
ابنه هو حنظلة بن أبي عامر، من صحابة رسول اللّه محمد ﷺ، والذي عُرف باسم غِسّيل الملائكة.

## قصته
حاول أن يشق جيش المسلمين يوم أحد ونادى يا أهل الأوس أنا أبا عامر الراهب، فردوا عليه لا أنعم يا أبا عامر الفاسق، فقال : لقد أصاب قومي سوءً بعدي، وحفر حفراً للإيقاع بجيش المسلمين، كان ابنه حنظلة يحارب مع المسلمين واستشهد صبيحة عرسه في معركة أحد وغسلته الملائكة بنص الحديث الشريف.
في غزوة أحد كان أول من بارز من المشركين أبو عامر الفاسق، واسمه عبد عمرو ابن صيفي، وكان يسمى الراهب، فسماه رسول الله، الفاسق، وكان رأس الأوس في الجاهلية، فلما جاء الإسلام شرق به، وجاهر رسول الله بالعدواة، فخرج من المدينة ، وذهب إلى قريش يؤلبهم على رسول الله صلى اللّه عليه وسلمَ ويحضهم على قتاله، ووعدهم بأن قومه إذا رأوه أطاعوه، ومالوا معه، فكان أول من لقي المسلمين، فنادى قومه، وتعرف إليهم، فقالوا له: لا أنعم الله بك عيناً يا فاسق. فقال: لقد أصاب قومي بعدي شر، ثم قاتل المسلمين قتلاً شديداً، وكان شعار المسلمين يومئذٍ، «أَمِت».
وأبلى يومئذ أبو دجانة الأنصاري ، وطلحة بن عبيد الله،وحمزة بن عبد المطلب، وعلي بن أبي طالب،وأنس بن النضر، وسعد بن الربيع.
كانت الدولة أول النهار للمسلمين على الكفار، فانهزم عدو الله، وولوا مدبرين حتى انتهوا إلى نسائهم، فلما رأى الرماة هزيمتهم، تركوا مركزهم الذي أمرهم رسول الله ﷺ بحفظه، وقالوا؛ يا قوم الغنيمة فذكرهم أميرهم عهد رسول الله، فلم يسمعوا، وظنوا أن ليس للمشركين رجعة، فذهبوا في طلب الغنيمة، وأخلوا الثغر، وكرَّ فرسان المشركين، فوجدوا الثغر خالياً، قد خلا من الرماة، فجازوا منه، وتمكنوا حتى أقبل آخرهم، فأحاطوا بالمسلمين، فأكرم الله من أكرم بالشهادة، وهم سبعون، وتولى الصحابة، وخلص المشركون إلى رسول الله فجرحوا وجهه، وكسروا رباعيته اليمنى، وكانت السفلى، وهشموا البيضة التي على رأسه ورموه بالحجارة حتى وقع لشقه ﷺ، وسقط في حفرة من الحفر التي كان أبو عامر الفاسق يكيد بها المسلمين، فأخذ علي بن أبي طالب بيده، واحتضنه طلحة بن عبيد الله ، وكان الذي تولى أذاه عبد الله بن قمئة الليثي الكناني، وعتبة بن أبي وقاص الزهري القرشي، وقيل: إن عبد الله بن شهاب الزهري القرشي، عم محمد بن مسلم بن شهاب الزهري القرشي، هو الذي شجه.

## بناؤه لمسجد الضرار
مسجد الضرار هو مسجد بناه أبي عامر الراهب وبعض المنافقين في المدينة المنورة بهدف إلحاق الضرر بالإسلام والمسلمين ؛ وكان الغرض من بناء المسجد هو استقطاب بعض المسلمين الضعفاء وتحريضهم ضد النبي محمد صلى الله عليه وسلم، بالإضافة إلى كونه مركزًا للمؤامرات ضد الدولة الإسلامية ، عندما علم النبي صلى الله عليه وسلم بنواياهم، أمر بهدم المسجد ورفض أن يصلي فيه. وقد ذكر القرآن الكريم هذا المسجد في سورة التوبة ﴿وَالَّذِينَ اتَّخَذُوا مَسْجِدًا ضِرَارًا وَكُفْرًا وَتَفْرِيقًا بَيْنَ الْمُؤْمِنِينَ وَإِرْصَادًا لِمَنْ حَارَبَ اللَّهَ وَرَسُولَهُ مِنْ قَبْلُ وَلَيَحْلِفُنَّ إِنْ أَرَدْنَا إِلَّا الْحُسْنَى وَاللَّهُ يَشْهَدُ إِنَّهُمْ لَكَاذِبُونَ ۝١٠٧ لَا تَقُمْ فِيهِ أَبَدًا لَمَسْجِدٌ أُسِّسَ عَلَى التَّقْوَى مِنْ أَوَّلِ يَوْمٍ أَحَقُّ أَنْ تَقُومَ فِيهِ فِيهِ رِجَالٌ يُحِبُّونَ أَنْ يَتَطَهَّرُوا وَاللَّهُ يُحِبُّ الْمُطَّهِّرِينَ ۝١٠٨ أَفَمَنْ أَسَّسَ بُنْيَانَهُ عَلَى تَقْوَى مِنَ اللَّهِ وَرِضْوَانٍ خَيْرٌ أَمْ مَنْ أَسَّسَ بُنْيَانَهُ عَلَى شَفَا جُرُفٍ هَارٍ فَانْهَارَ بِهِ فِي نَارِ جَهَنَّمَ وَاللَّهُ لَا يَهْدِي الْقَوْمَ الظَّالِمِينَ ۝١٠٩ لَا يَزَالُ بُنْيَانُهُمُ الَّذِي بَنَوْا رِيبَةً فِي قُلُوبِهِمْ إِلَّا أَنْ تَقَطَّعَ قُلُوبُهُمْ وَاللَّهُ عَلِيمٌ حَكِيمٌ ۝١١٠﴾ [التوبة:107–110]